# اليوم الدولي للترجمة
اليوم العالمي للترجمة مناسبة يحتفل بها كل عام في يوم 30 سبتمبر في عيد القديس جيروم، مترجم الكتاب المقدس الذي يعتبر قديس المترجمين. يرعى هذه المناسبة الاتحاد الدولي للمترجمين والذي أُسس في عام 1953. وفي العام 1991، أطلق الاتحاد فكرة الاحتفاء باليوم العالمي للترجمة كيوم معترف به رسميا، وذلك لإظهار تعاضد المترجمين في جميع أنحاء العالم ولتعزيز مهنة الترجمة في مختلف الدول (ليس بالضرورة المسيحية منها فقط). وتعتبر الاحتفالية فرصة لعرض مزايا هذه المهنة التي تزداد أهمية يوما عن الآخر في عصر العولمة. بالتزامن مع الاحتفال بعام 2019 تحت مسمى العام العالمي للغات السكان الأصليين، كان موضوع اليوم العالمي للترجمة لعام 2019 هو «الترجمة ولغات السكان الأصليين»، وفي عام 2020 هو «إيجاد الكلمات لعالم في أزمة».

## الأهداف
بدأ الاتحاد الدولي للمترجمين الاحتفال الرسمي بيوم 30 سبتمبر في عام 1991. وهي فرصة لعرض مزايا هذه المهنة التي تزداد أهمية في عصر العولمة. وكانت اهدافهم هو تذكير المستخدمين من المترجمين وخدمات الترجمة للأعمال الهامة التي يقوم بها المترجمون، وغالبا ما بإتقان ومثالية، ولا يزال أكثرهم في كثير من الأحيان، في الظل.

## قرار الأمم المتحدة
صادقت الجمعية العامة للأمم المتحدة في الرابع والعشرين من مايو 2017 على قرار يعلن 30 سبتمبر يومًا عالميًّا للترجمة، وهو قرار لتقدير دور الترجمة الاحترافية في الربط بين الأمم. وقع على مسودة القرار A/71/L.68.  إحدى عشرة دولةً: أذربيجان، بنغلاديش، بيلاروسيا، كوستا ريكا، كوبا، الإكوادور، باراغواي، قطر، تركيا، تركمانستان، فيتنام. بالإضافة إلى الاتحاد الدولي للمترجمين، روجت عدة منظمات أخرى لهذا القرار لكي يُتبنى: الاتحاد الدولي للمترجمين الفوريين في المؤتمرات، كريتيكال لينك إنترناشيونال، الاتحاد الدولي للمترجمين والمترجمين الفوريين المحترفين، ريد تي، الاتحاد العالمي للمترجمين الفوريين للغة الإشارة.

## الاتحاد الأمريكي للمترجمين
منذ عام 2018 احتفل الاتحاد الأمريكي للمترجمين باليوم العالمي للترجمة (30 سبتمبر) عن طريق نشر سلسلة من منشورات وسائل التواصل الاجتماعي الهادفة لنشر المعلومات وتثقيف العامة فيما يخص دور المترجمين والمترجمين الفوريين المحترفين. تضمن احتفال الاتحاد الأمريكي للمترجمين باليوم العالمي للترجمة عام 2018 مجموعة من ست صور بيانية (إنفوغرافيكس) تحتوي معلومات عن المهن. في عام 2019، أطلق الاتحاد الأمريكي للمترجمين فيديو يمثل «يومًا في حياة مترجم أو مترجم فوري».